# Rubus impressinervius
Rubus impressinervius är en rosväxtart som beskrevs av Franklin Post Metcalf. Rubus impressinervius ingår i släktet rubusar, och familjen rosväxter. Inga underarter finns listade i Catalogue of Life.